# Carlos Fren
Carlos Fren (nacido el 27 de diciembre de 1954) es un exfutbolista argentino y exentrenador. Fren pasó la mayor parte de su carrera en Argentinos Juniors e Independiente. También dirigió esos clubes.

## Trayectoria

### Como jugador
Inició su carrera en 1973 en Argentinos Juniors. Entre 1976 y 1978 jugó al lado de la sensación juvenil Diego Maradona en el mediocampo de Argentinos. Hizo más de 200 presentaciones en el club de La Paternal antes de unirse al Independiente en 1978.
Jugó 103 partidos para Independiente donde se coronó campeón nacional 1978; antes de dejar al club para unirse a su más acérrimo rival Racing Club en 1982. En 1980 fue incluido en la escuadra Argentina para el Mundialito de 1980.
Luego de un corto período en Nueva Chicago en 1983 se unió a Vélez Sársfield donde jugó 56 partidos de liga entre 1984 y 1985.
Cerca del fin de su carrera de jugador jugó en Atlanta y Tigre de la categoría inferior de la Asociación de Fútbol de Argentina y tuvo un breve paso por el Everest de Ecuador.

### Como entrenador
Fren comenzó como entrenador de las divisiones inferiores de Nueva Chicago y Vélez Sársfield. Su primera cita como entrenador fue Independiente en 1991 donde lo dirigió junto a Ricardo Bochini. En 1994 él dirigió con Diego Maradona conjuntamente al Deportivo Mandiyú. En 1995 la pareja tuvo otro desacertado intento de dirigir con Racing Club.
En 1996 Fren pasó notoriamente un solo juego a cargo de Argentinos Juniors antes de renunciar.
A partir de ahí Fren pasó a entrenar al equipo de reserva de Talleres de Córdoba y luego trabajar como entrenador asistente de José Pastoriza en Independiente. Entre 2004 y 2005 trabajó con Luis Garisto en Instituto de Córdoba y en 2007 tuvo una etapa en el 12 de octubre de Paraguay.

## Clubes
| Equipo             | Temporadas | Partidos | Goles |
| ------------------ | ---------- | -------- | ----- |
| Argentinos Juniors | 1973-1978  | 195      | 13    |
| Independiente      | 1978-1981  | 103      | 2     |
| Racing             | 1982       | 11       | 0     |
| Everest            | 1983       | 3        | 0     |
| Nueva Chicago      | 1983       | 19       | 0     |
| Atlanta            | 1984       | 56       | 0     |
| Tigre              | 1985       | 0        | 0     |
| Totales            | 1973-1985  | 387      | 15    |

### Campeonatos nacionales
| Título      | Club          | País      | Año    |
| ----------- | ------------- | --------- | ------ |
| Nacional 78 | Independiente | Argentina | N-1978 |